# Gorenji Novaki
Gorenji Novaki – wieś w Słowenii, w gminie Cerkno. W 2018 roku liczyła 233 mieszkańców.